# 데이비드 크로스비
데이비드 크로스비(David Crosby, 1941년 8월 14일 ~ 2023년 1월 18일)는 미국의 가수 겸 작곡가이자 기타리스트이다. 솔로 활동 외에도, 그는 버즈와 크로스비, 스틸스 & 내시 두명의 창립 멤버였다.